# Charmanlijska reka
Charmanlijska reka (bulgariska: Харманлийска река) är ett vattendrag i Bulgarien.   Det ligger i regionen Chaskovo, i den centrala delen av landet, 230 km öster om huvudstaden Sofia.
Trakten runt Charmanlijska reka består till största delen av jordbruksmark. Runt Charmanlijska reka är det ganska glesbefolkat, med 38 invånare per kvadratkilometer.